# جبنة ساكورا
جبنة ساكورا (باليابانية: 桜チーズ) (أي: جبنة زهور الكرز) هي جبنة طرية منشأها هوكايدو في اليابان. وهي جبنة بيضاء كريمية منكّهة بأوراق زهور الكرز الجبلي، ومطعّمة بأزهار الكرز المخللة. ساكورا تعني زهور الكرز باليابانية وهي رمز من رموز اليابان الثقافية.
جبنة ساكورا هي أول جبن ياباني انتشر على نطاق واسع في أوروبا ومنطقة البحر الأبيض المتوسط، ثم انتشر إلى بقية دول العالم خلال فترات الاستكشافات الأوروبية. 
حازت هذا الجبنة على ميدالية ذهبية عن فئة الجبن الطري في أولمبياد الجبن الجبلي المقام في أبينزيل في سويسرا، حيث تكون الأجبان الفرنسية والسويسرية والإيطالية الأكثر حصولاً على الجوائز.